# 3markets［］
3markets[ ]（スリーマーケッツ）は日本のロックバンド。略称は「スリマ」。
結成時は3markets(株)（スリーマーケッツカブ）の名前でスリーピースバンドだったが、2014年の改名時にギタリストを加えてフォーピースバンドになる。
本項目では、カザマタカフミ（作詞作曲・ボーカル・ギター）のソロ活動についても記述する。

## 略歴
- 2002年 - 11月、埼玉で結成。結成当時の名前は 3markets(株)。結成時のドラマーは半年で脱退して、翌年にDrガッキーが加入。
- 2004年 - 初音源「フリーマーケット」を発表。
- 2006年 - 初ワンマンを開催。
- 2008年 - mountain recordsから初の全国流通アルバム「不幸の種」をリリース。
- 2009年 - 3月の「不幸の種」リリースツアー終了をもってDrガッキーが脱退。後に「裏セブンスター」のモデルになるDr祐一が加入。
- 2010年 - シングル「着信ナシ」シリーズを3ヶ月連続リリース。
- 2011年 - 4月にEP「それでもボクは暗くない」リリース。11月に結成9周年記念ワンマンライブ「きっと君はみない」を開催。翌年DVD化。
- 2012年 - 6月にシングル「売れないバンドマン」、10月にアルバム「何も聞こえない」リリース。12月のワンマンライブ「祐一、スリマやめるってよ」をもってDr祐一が脱退。翌年DVD化。
- 2013年 - Drマサトンが加入。
- 2014年 - 1月に3markets(株)最後のアルバム、「アパート」をリリース。同年4月の下北沢club queのワンマンをもって、結成メンバーのBa文悟が脱退して活動休止。10月に新メンバーとしてBa松浦とGt矢矧が加入と共に、バンド名を3markets[ ]に改名して初ライブをおこない再始動[1]。
- 2015年 - 6月、3markets[ ]としての初音源「眠りたいもう眠りたい」発売。10月にBa松浦が病気による体調不良のため脱退。
- 2016年 - 2月にBa金子が加入。
- 2017年 - 7月それでも世界が続くならの篠塚将行をプロデューサーに、ジャケットイラストに漫画家の世紀末を迎えた「バンドマンと彼女」発売、インディーズシングルチャート18位。引き続き篠塚将行のプロデュースでアルバム「それでもバンドが続くなら」を12月にリリース。ほぼ同時にVoカザマによる書籍「売れないバンドマン」発売。
- 2018年 - 4月に行われたTSUTAYA O-WESTでのライブ映像を「FINAL HOME PARTY」としてDVD化。9月にアルバム「君の心臓になりたい」リリース。
- 2019年 - 5月、初の配信シングル「社会のゴミカザマタカフミ」リリース。10月にアルバム「さよなら、スーサイド」リリース。
- 2020年 - 5月、Voカザマによる書籍の続編「それでも売れないバンドマン」発売。
- 2021年 - 1月にアルバム「ニヒヒリズム」リリース。レコード発売イベントとして1月に予定していた恵比寿リキッドルームでのワンマンライブ「一生冬休み」が緊急事態宣言により延期、当日は配信ライブをYouTubeを行い、振り替え公演「一生春休み」を3月16日に行う。続けて5月の渋谷 CLUB QUATTROでのワンマンライブの映像を「来世も夏休み」としてDVD化。10月1日ワンマンライブ「さよなら金子セイメイ」（配信もあり）にてBa金子脱退。11月に配信シングル「最愛」リリース。
- 2022年 - 5月13日「愛さえあればよくねえ」ツアーファイナルにてサポートBa田村の正式加入を発表。11月に約1年ぶりとなるEP「東京での過ごし方」配信リリース、リリースツアーを12月から開始する。
- 2023年 - 1月「東京での過ごし方」収録曲「マイニッチ」のMV公開。初のワンマンツアー「トビウオ祭 夏」を8月に実施[2]。東京公演のソールド・抽選漏れ多発を受け、急遽追加公演を発表[3]。ツアーファイナルにて年末の企画「ラブ・カザマタカフミ」[4]と年始からのツアー「ネコをみにこないか」と、過去最大規模のワンマンライブをZepp Shinjukuにて行うことを発表。10月、シングル「カニ大好き」を配信、MV公開。11/11、シングル「ね。」を配信、MV公開。11/22シングル「暇」を配信。12/20シングル「来世で遊ぼう」配信。12月、ファンクラブ「スリマ村」発足。
- 2024年 - 3月3日、「ネコをみにこないか」ツアーファイナルにて、同年夏にavex traxからメジャーデビューすることを発表した[5]。7月末、楽曲「社会のゴミカザマタカフミ」がユーチューブで300万再生達成[6]。8月7日に新曲「MBTI」でメジャーデビューの予定だったが、歌詞の問題を日本MBTI協会に指摘され、いったん白紙となる[7]。10月11日、「BBB」ツアーファイナルにて、11月13日に新曲「白紙」でavex traxからメジャーデビューすることを発表した。10月、Ba田村が椎間板ヘルニアでの緊急入院・手術を発表[8]、療養期間中はホタルライトヒルズバンドのBa小倉大輔がサポートメンバーとして参加[9]。11月13日予定通り Avex trax より 新曲「白紙」にてメジャーデビュー。11月20日「MBTI」の歌詞の問題部分を修正したバージョンを「INTJINTPENTJENTPINFJENFJINFPENFPISTJISFJESTJESFJESTPISTPISFPESFP」と改題してインディーズよりリリース。12月、「白紙」がテレビ番組「見取り図じゃん」のエンディングテーマにタイアップ。
- 2025年 - 2月26日 初のメジャーアルバム SUPER DUST BOX発売。[10]3月3日 恵比寿リキッドルームを皮切りに過去最大規模のツアー「ゴミ箱から愛をこめて」を開始。3月11日 Voカザマ3冊目となる「さよなら、売れないバンドマン」発売[11]。3月22日初のライブ出演中京テレビ「ライブマニア」[12]への出演。

## メンバー
カザマタカフミ （風間崇史）
活動期間; 2002-（結成メンバー）
- ボーカル／ギター／メインソングライター
- 新潟生まれ長野育ち。
- ブログが好評で、2017年に『売れないバンドマン』[13]として書籍化された
  - 続編 2020年「それでも売れないバンドマン」[14] 2025年 「さよなら、売れないバンドマン」[11]
- 大の愛猫家（飼っていた猫の名前はケイコ）[15]。
- 「THEハブ人間」の名義でソロ活動もしていた。毒を吐くハブをイメージしてヘビの着ぐるみでステージに出ていた。
- 9mm Parabellum Bulletのかみじょうちひろと同じ誕生日で同じ高校で同じ部活で同じバンドのメンバーだった。後にかみじょうが9mm結成の際にベーシストに誘われたが断った。
- 1月13日生まれ。

矢矧暁（ヤハギアキラ）
活動期間; 2014-
- ギター (ex. 星屑オーケストラ)／バンドリーダー
- Voカザマからは「アキラ」と呼ばれている。
- 千葉県柏市出身。
- 妻子がいる。
- 3markets(株)時代からのファンだった[16]。
- nanaでアコギ音源を公開している[17]。
- 5月7日生まれ。

masaton.（マサトン）
活動期間; 2013-
- ドラム (ex.ピロカルピン)
- Voカザマからは「まさと」と呼ばれている。
- 音ゲーマー。
- カザマとともに、3markets(株)時代からのメンバー。
- 矢矧とは、以前に別のバンドで一緒にやっていた。
- 公式ウェブサイトの更新を担当することが多い。
- 10月10日生まれ[1]。

田村亮（タムラリョウ）
活動期間; 2022-
- ベース (ex.さよなら劇場池袋)
- 愛称は「亮ちゃん」。
- サポートメンバーだったが、2022/05/13リキッドワンマンより正式加入した。
- 妻子がいる。
- 同姓同名の別人に、俳優の田村亮、お笑いコンビ・ロンドンブーツ1号2号の田村亮がいる。
- 7月11日生まれ。

### 元メンバー
金子セイメイ（カネコセイメイ）
活動期間; 2016-2021
- ベース（3代目）
- 仕事でバンド活動継続が難しくなったため、2021年10月1日脱退[18]

松浦ユウレイ（マツウラユウレイ）
活動期間; 2014-2015
- ベース（2代目）
- 途中で松浦健太から改名[19]。
- 体調不良で継続的なバンド活動が難しくなったため、2015年10月5日脱退[19]
- 脱退後は個人事務所「Ghost Music」を設立し、しばらく裏方としてバンドをサポートしていた。メンバーとの関係は今も良好。

角皆文悟（ツノガイブンゴ）
活動期間; 2002-2014
- ベース／ボーカル／ソングライター（結成メンバー）
- 一部の曲の作詞作曲作文をおこない、自作曲ではボーカルもとっていた。「メンヘラ女とクソ男」のモデル。後に和解。
- 気持ちが離れてしまったため、2014年4月29日脱退[20]

横田祐一（ヨコタユウイチ）
活動期間; 2009-2013
- ドラム（3代目）
- 「裏セブンスター」、「大嫌い大嫌い大嫌い大好き」等の歌のモデル
- 就職のため、2013年4月14日脱退[21]

ガッキー
活動期間; 2003-2009
- ドラム（2代目）
- 学業と仕事を優先するため、2009年3月7日脱退[22]

## エピソード
- かねてよりMV撮影や対バンなどで交流のあった岡本崇監督による映画「ディスコーズハイ」への楽曲提供を行う[23]。
- Voカザマが5年同棲した彼女にワンマンライブで公開プロポーズを行ったが、断られた[24]。

## ミュージックビデオ
| 公開日     | 監督             | 曲名                                                             | 備考                                             |
| ---------- | ---------------- | ---------------------------------------------------------------- | ------------------------------------------------ |
| 2007/06/10 | ショボンヌ       | 3.14                                                             | 3markets(株)名義、現在は鍵付き公開               |
| 2009/01/07 | 不詳             | ソニー                                                           | 3markets(株)名義、現在は鍵付き公開               |
| 2011/05/30 | 岡本崇           | 金曜20時、音楽の駅                                               | 3markets(株)名義                                 |
| 2012/05/12 | 岡本崇           | 売れないバンドマン                                               | 3markets(株)名義                                 |
| 2012/08/31 | 岡本崇           | 死ぬほどめんどくさい                                             | 3markets(株)名義                                 |
| 2012/06/01 | 岡本崇           | セブンスター                                                     | 3markets(株)名義                                 |
| 2013/05/24 |                  | アルバイト                                                       | THEハブ人間名義                                  |
| 2014/02/07 |                  | これはもう限界じゃないか                                         | 3markets(株)名義                                 |
| 2014/08/04 |                  | 裏セブンスター                                                   | THEハブ人間名義                                  |
| 2014/08/23 | 岡本崇           | レモン×                                                          | THEハブ人間名義                                  |
| 2015/05/06 | 黒岩達也         | 猫の缶詰め                                                       | 出演：堀越千史                                   |
| 2015/05/28 | 岡本崇           | 4月                                                              |                                                  |
| 2015/06/16 | 青木功太         | 左に右折                                                         | 出演：コウくん / 智啓（ショージロージュニア）    |
| 2017/03/03 | わたらいももすけ | 行方不明とタクシー                                               | 出演：しお, THEハブ人間名義                      |
| 2017/06/17 | 吉田ハレラマ     | バンドマンと彼女                                                 | イラスト：世紀末                                 |
| 2017/12/04 | 岡本崇           | 僕はセックスができない                                           | 出演：伊集院香織（みるきーうぇい）               |
| 2017/12/24 | 吉田ハレラマ     | ホームパーティ                                                   | 出演：佐々木祐芽                                 |
| 2018/08/26 | 吉田ハレラマ     | 拝啓、1メートル。                                                |                                                  |
| 2019/05/03 | 吉田ハレラマ     | 社会のゴミカザマタカフミ                                         | 主演：三原海(tipToe.)                            |
| 2019/10/01 | 吉田ハレラマ     | さよならスーサイド                                               | 主演：武内おと, 人形操作: 諸岡美里, メイク: chie |
| 2020/09/01 | 吉田卓功         | たからくじ                                                       | 主演：鎮西寿々歌                                 |
| 2020/12/06 | 池田駿           | 愛の返金                                                         | location：新宿Marble                             |
| 2021/11/19 | 吉田ハレラマ     | 最愛（モアイ）                                                   | 主演：城之内, はつめ                             |
| 2023/01/01 | 吉田ハレラマ     | マイニッチ                                                       | 撮影協力: 正光寺、HARUNA、高山なべ美             |
| 2023/10/21 | 吉田ハレラマ     | カニ大好き                                                       |                                                  |
| 2023/11/11 | 吉田ハレラマ     | ね。                                                             |                                                  |
| 2024/11/17 | 山口保幸         | 白紙                                                             | メジャーデビュー曲                               |
| 2024/11/24 | 山口保幸         | INTJINTPENTJENTPINFJENFJINFPENFPISTJISFJESTJESFJESTPISTPISFPESFP |                                                  |

この他にも、「中央線」「家出の唄」のmvが存在していたが、現在は削除済。

## ライブ

### ワンマンライブ
| 日程           | タイトル                                                                        | 会場                      | 備考 |
| -------------- | ------------------------------------------------------------------------------- | ------------------------- | --- |
| 2006年         | さよなら、大嫌いな人。レコ発ワンマン                                            | 下北沢 GARAGE             | 動員はピッタリ100人。 |
| 2008年1月14日  | 3markets(株)ワンマンライブ「ぼくらはみんな死んでいるツアーファイナル」          | 下北沢 251                | |
| 2009年         | 不幸の種 リリースツアーファイナル                                               | 下北沢 251                | ガッキー脱退。 |
| 2011年11月11日 | 結成9周年ライブ きっと君はこない                                                | 下北沢 club que           | 「きっと君はみない」のタイトルでDVD化。 |
| 2012年3月4日   | 3markets(株)無料ワンマンライブ「無料(ただ)ライブがしたいだけ」                  | 下北沢 BASEMENT BAR       | お昼ワンマン。入場無料。 |
| 2012年8月11日  | 3markets(株)ワンマンライブ                                                      | 京都 nano                 | 都外発ワンマン。 |
| 2012年12月6日  | 何も聞こえないリリースツアー「耳をすませば」ファイナル                          | 東京 渋谷 O-WEST          | 過去最大規模。「祐一、スリマやめるってよ」のタイトルでDVD化。ユウイチ脱退。                                                                                                   |
| 2014年4月29日  | アパートレコ発 ツアーファイナル 3markets(株) -oneman-                           | 下北沢clubQUE             | 3markets(株)「解散」ライブブンゴ脱退。 |
| 2015年6月26日  | 眠りたいもう眠りたいレコ発ワンマンライブ                                        | 新宿 marble               | オープニングアクトは日向文。 |
| 2016年4月15日  | シングルCD「バースデイ」レコ発ワンマンライブ                                    | 下北沢 club que           | オープニングアクトはリコチェットマイガール。 |
| 2017年8月18日  | バンドマンなんて大体クズ                                                        | 吉祥寺Planet K            | ゲスト出演：それでも世界が続くなら |
| 2018年1月12日  | 3markets[ ] 1st Album「それでもバンドが続くなら」リリースワンマン「HOME PARTY」 | 吉祥寺Planet K            | |
| 2018年4月1日   | それでもバンドが続くならリリースツアー「HOME PARTY」                            | 名古屋 club rock 'n' roll | 名古屋初ワンマン。 |
| 2018年4月17日  | それでもバンドが続くならリリースツアー「HOME PARTY」ファイナル                  | TSUTAYA O-WEST            | 「FINAL HOME PARTY」のタイトルでDVD化 |
| 2018年12月17日 | 3markets[ ]「君の心臓になりたい」リリースツアーファイナル                       | 新代田 FEVER              | |
| 2019年5月3日   | ワンマンライブ「ゴミの日」                                                      | 吉祥寺 Planet K           | 初のゴミの日ワンマン。 |
| 2019年10月10日 | なんかのなにかがでるワンマン                                                    | 新代田 FEVER              | |
| 2020年1月31日  | さよならスーサイドリリースツアー2019-20                                         | 大阪 南堀江 kneve         | 初の大阪ワンマン。 |
| 2020年6月25日  | 吉祥寺 Planet K支援ワンマン                                                     | 吉祥寺 Planet K           | 無観客ライブ。 |
| 2021年3月16日  | ニヒヒリズム レコ発ワンマン公演「一生春休み」                                   | 恵比寿LIQUIDROOM          | 初リキッド。本来はCDの発売に合わせて1/8に「一生冬休み」の公演タイトルの予定であったが、緊急事態宣言発令にともない3/16に延期。Ba金子が出演できず、サポートBaとして田村が演奏。 |
| 2021年3月27日  | さよならスーサイドリリースツアー2019-20 延期公演                                | 仙台 FLYING SON           | 延期公演。 |
| 2021年5月27日  | さよならスーサイドリリースツアー2019-20ファイナル 再延期公演                    | CLUB QUATTRO              | 2020/05/09開催の予定を緊急事態宣言に伴い2020/09/19に延期したが再延期になった公演。「来世も夏休み」のタイトルでDVD化。                                                         |
| 2021年10月1日  | さよなら金子セイメイ                                                            | 吉祥寺Planet K            | 金子セイメイ脱退公演。 |
| 2021年11月19日 | もう誰もこない                                                                  | 渋谷club QUATTRO          | [ 31 ] |
| 2022年1月29日  | 3markets[ ]presents 「最愛(モアイ)リリース記念 愛しかなくてごめんねツアー       | 名古屋 新栄RAD SEVEN      | |
| 2022年2月10日  | 3markets[ ]presents 「最愛(モアイ)リリース記念 愛しかなくてごめんねツアー       | 吉祥寺 Planet K           | |
| 2022年5月13日  | 愛さえあればよくねえツアーファイナル                                            | 恵比寿LIQUIDROOM          | サポートメンバー田村亮の正式加入発表 |
| 2022年12月21日 | 「トビウオ祭」ツアー                                                            | 下北沢SHELTER             | 『東京でのすごしかた』リリース記念 「トビウオ祭」ツアー |
| 2023年2月24日  | 「トビウオ祭」ツアー ファイナル                                                 | 恵比寿LIQUIDROOM          | |
| 2023年8月1日   | 「トビウオ祭 夏」名古屋公演                                                     | 名古屋 UPSET              | |
| 2023年8月2日   | 「トビウオ祭 夏」大阪公演                                                       | 心斎橋JANUS               | |
| 2023年8月19日  | 「トビウオ祭 夏」仙台公演                                                       | 仙台FLYINGSON             | |
| 2023年8月23日  | 「トビウオ祭 夏」東京公演                                                       | 新代田FEVER               | |
| 2023年9月8日   | 「トビウオ祭 夏」東京追加公演                                                   | Spotify O-WEST            | |
| 2024年2月16日  | 第1回村々祭（ムラムラサイ）                                                     | 原宿Fanicon本社           | FC限定抽選12名アコースティックライブ |
| 2024年3月3日   | ｢ネコをみにこないか｣ 東京公演                                                   | Zepp Shinjuku             | ｢ネコをみにこないか｣ ファイナル |
| 2024年5月24日  | 第2回村々祭                                                                     | 原宿Fanicon本社           | FC限定抽選15名アコースティックライブ |
| 2024年8月2日   | 「BBB」TOUR 2024                                                                | 下北沢 シャングリラ       | メジャデビュー決定記念。入場無料LIVE。 |
| 2024年8月23日  | 第3回村々祭                                                                     | 新宿BLACKBOX3             | FC限定抽選30名アコースティックライブ |
| 2024年10月11日 | 「BBB」TOUR 2024                                                                | 渋谷CLUB QUATTRO          | ツアーファイナル |
| 2024年12月19日 | 「ハオカザマタカフミ」＆ FCイベント「第4回村々祭」ライブ                        | 梅田シャングリラ          | |
| 2025年03月03日 | ゴミ箱から愛をこめて                                                            | 恵比寿LIQUIDROOM          | |
| 2025年03月14日 | ゴミ箱から愛をこめて                                                            | 福岡 OP’s                 | |
| 2025年04月19日 | ゴミ箱から愛をこめて                                                            | 仙台enn2nd                | |
| 2025年05月18日 | ゴミ箱から愛をこめて                                                            | 名古屋 SPADE BOX          | |
| 2025年05月22日 | ゴミ箱から愛をこめて                                                            | 梅田 CLUB QUATTRO         | |
| 2025年06月07日 | ゴミ箱から愛をこめて                                                            | Zepp Shinjuku             | |

### 出演ライブ
| 日程           | タイトル                                     | 会場                     | 備考                                                |
| -------------- | -------------------------------------------- | ------------------------ | --------------------------------------------------- |
| 2025年01月12日 | UtaKata pre.《DENGEKISEN TOUR》              | 渋谷Milkyway             | 3markets[ ] / UtaKata / アンと私                    |
| 2025年01月13日 | フリ放題コーリング 2025                      | Zepp Haneda              | 3markets[ ] / ほか出演者多数                        |
| 2025年01月27日 | SKID ZERO pre.TOKYO ZERO TOUR 2025           | 心斎橋ANIMA              | 3markets[ ] / DeNeel / Dannie May                   |
| 2025年02月02日 | でらロックフェスティバル 2025                | 名古屋ダイアモンドホール | 3markets[ ] / ほか出演者多数                        |
| 2025年02月04日 | SKID ZERO pre.TOKYO ZERO TOUR 2025           | 下北沢Shangri-La         | 3markets[ ] / DeNeel / Dannie May                   |
| 2025年02月06日 | 「 」- WARP 26th ANNIVERSARY –               | 吉祥寺WARP               | 3markets[ ] / ザ・ラヂオカセッツ / マイアミパーティ |
| 2025年02月08日 | bokula. RE:セイテンノヘキレキツアー          | 福岡LIVEHOUSE CB         | 3markets[ ] / bokula.                               |
| 2025年02月23日 | MEMETOOUR THE WORLD FESTIVAL 2025            |                          | 3markets[ ] / ほか出演者多数                        |
| 2025年02月24日 | ブクロック！フェスティバル 2025              | Zepp Haneda              | 3markets[ ] / ほか出演者多数                        |
| 2025年02月25日 | 秀吉 20th ANNIVERSARY tour                   | 渋谷Spotify O-Crest      | 3markets[ ] / 秀吉                                  |
| 2025年02月26日 | Beat LAB Vol.4                               | Zepp Yokohama            | 3markets[ ] / ガラクタ / anewhite                   |
| 2025年03月01日 | 見放題東京2025                               |                          | 3markets[ ] / ほか出演者多数                        |
| 2025年03月07日 | ゴミ箱から愛をこめて                         | 札幌BESSIE HALL          | 3markets[ ] / セカンドバッカー                      |
| 2025年03月09日 | フリ放題コーリング 2025                      | Zepp Nagoya              | 3markets[ ] / ほか出演者多数                        |
| 2025年03月15日 | SANUKI ROCK COLOSSEUM 2025                   |                          | 3markets[ ] / ほか出演者多数                        |
| 2025年03月18日 | フィシュリなりの青春ロックツアー             | 渋谷WWW                  | 3markets[ ] / Fish and Lips                         |
| 2025年03月20日 | ZERO NEN CIRCUIT                             |                          | 3markets[ ] / ほか出演者多数                        |
| 2025年03月21日 | ハンゲキフェス2025                           | GORILLA HALL OSAKA       | 3markets[ ] / ほか出演者多数                        |
| 2025年03月22日 | ゴミ箱から愛をこめて                         | 広島 SIX ONE Live STAR   | 3markets[ ] / Blue Mash                             |
| 2025年03月25日 | 『ENDSCAPE』SHIBUYA CLUB QUATTRO編           | 渋谷CLUB QUATTRO         | カザマタカフミ                                      |
| 2025年03月28日 | ゴミ箱から愛をこめて                         | 静岡UMBER                | 3markets[ ] / Mr.ふぉるて                           |
| 2025年03月30日 | ゴミ箱から愛をこめて                         | 千葉LOOK                 | 3markets[ ] / Mr.ふぉるて                           |
| 2025年04月05日 | MORNING RIVER SUMMIT 2025                    | 大阪城音楽堂             | 3markets[ ] / ほか出演者多数                        |
| 2025年04月06日 | でらロックフェスティバル 2025 OSAKA          |                          | 3markets[ ] / ほか出演者多数                        |
| 2025年04月13日 | でらロックフェスティバル 2025 TOKYO          |                          | 3markets[ ] / ほか出演者多数                        |
| 2025年04月18日 | ゴミ箱から愛をこめて                         | 水戸 LIGHT HOUSE         | 3markets[ ] / MOSHIMO                               |
| 2025年04月24日 | ゴミ箱から愛をこめて                         | 岡山CRAZY MAMA           | 3markets[ ] / プッシュプルポット                    |
| 2025年04月25日 | ゴミ箱から愛をこめて                         | 高松DIME                 | 3markets[ ] / プッシュプルポット                    |
| 2025年05月03日 | GRAND SLAM 2025                              |                          | 3markets[ ] / ほか出演者多数                        |
| 2025年05月04日 | カシフェス〜KASHIWA PICNIC FES 2025〜        |                          | カザマタカフミ / ほか出演者多数                     |
| 2025年05月10日 | ゴミ箱から愛をこめて                         | 新潟CLUB RIVERST         | 3markets[ ] / パーカーズ                            |
| 2025年05月11日 | ゴミ箱から愛をこめて                         | 金沢vanvanV4             | 3markets[ ] / パーカーズ                            |
| 2025年06月21日 | お湯ロックフェス                             | 電気湯（東京）           | 3markets[ ] / ほか出演者多数                        |
| 2025年06月28日 | ツレ伝100th Anniversaryツレ伝フェス2025      | 豊洲Pit                  | 3markets[ ] / and more                              |
| 2025年07月03日 | QUJILA 8th ANNIVERSARY ”リアル×ファンタジー” | 渋谷 WWW X               | 3markets[ ] / クジラ夜の街                          |
| 2025年07月05日 | 見放題大阪2025                               |                          | 3markets[ ] / ほか出演者多数                        |
| 2025年07月06日 | 見放題名古屋2025                             |                          | 3markets[ ] / ほか出演者多数                        |
| 2025年07月09日 | 下北沢厨二学校文化祭 × 3markets[ ]           | 下北沢ReG                | 3markets[ ] / ほか出演者多数                        |
| 2025年07月20日 | JOIN ALIVE 2025                              | 北海道いわみざわ公園     | 3markets[ ] / ほか出演者多数                        |
| 2025年07月26日 | MURO FESTIVAL 2025                           | 横浜赤レンガ             | 3markets[ ] / ほか出演者多数                        |
| 2025年08月10日 | TREASURE05X 2025                             |                          | 3markets[ ] / ほか出演者多数                        |
| 2025年09月06日 | 言えなかったことばっかりだった。             | 仙台enn 2nd              | 3markets[ ] / セカンドバッカー                      |
| 2025年09月01日 | ベントベガス vol.10                          | 渋谷音楽堂               | 3markets[ ] / ほか出演者多数                        |
| 2025年09月05日 | 3markets[ ] x SAKANAMON                      | Spotify O-Crest          | 3markets[ ] / SAKANAMON                             |
| 2025年09月11日 | ローカルバンドとして                         | 心斎橋BIGCAT             | 3markets[ ] / ほか出演者多数                        |
| 2025年09月23日 | TOKYO CALLING 2025                           |                          | 3markets[ ] / ほか出演者多数                        |
| 2025年10月04日 | MEGA★ROCKS 2025                              | 仙台                     | 3markets[ ] / ほか出演者多数                        |
| 2025年10月18日 | シチテンハッキツアー2025                     | 北浦和Ayers              | 3markets[ ] / ペルシカリア                          |
| 2025年11月03日 | ナワバリロックフェスティバル2025             | 渋谷                     | 3markets[ ] / ほか出演者多数                        |
| 2025年10月12日 | FM802 MINAMI WHEEL 2025                      |                          | 3markets[ ] / ほか出演者多数                        |
| 2025年11月22日 | MiMiNOKOROCK Special Edition 2025            | Zepp Shinjuku            | 3markets[ ] / ほか出演者多数                        |
| 2025年11月30日 | リアクション ザ ブッタ TOUR 2025             | 広島セカンドクラッチ     | 3markets[ ] / リアクションザブッタ                  |

## 出演番組
- Love music (2018年11月18日 フジテレビ系列) [48]
- ABEMA Prime( 2019年12月26日 ABEMA TV) [49]
- 音流〜ONRYU〜 (2021年1月22日 BSテレビ東京)[50]
- ミュージックブレイク〜TOKYO CALLING TV〜 (2022年7月14日 テレビ東京) [51]
- プレミアMelodiX! (2022年1月30日 テレビ東京) [52]
- ミュージックブレイクーTOKYO CALLING TVー (2023年9月29日 テレビ東京)[53]
- プレミアMelodiX! (2023年11月6日 テレビ東京) [54]
- 超音波 (テレビ番組)(2024年1月19日 テレビ東京) [55]
- ライブマニア（2025年3月23日 - 30日〈予定〉、中京テレビ）[56]

## 書籍
- 売れないバンドマン (2017年12月11日、シンコーミュージック・エンタテイメント)[13]
- それでも売れないバンドマン 本当にもうダメかもしれない (2020年5月18日、シンコーミュージック・エンタテイメント)[57]
- さよなら、売れないバンドマン（2025年3月11日、シンコーミュージック・エンターテイメント）[58]